# Palau Donà delle Rose
El Palau Donà delle Rose és un palau de Venècia, situat al barri de San Polo, no gaire lluny de Campo San Stin.
L'edifici acull l'escola primària "Bernardo Canal", que es va fusionar el curs escolar 2009-2010 amb l'institut integral "Francesco Morosini" després del redimensionament escolar del centre històric, a partir del qual es van crear quatre instituts integrals.